# Friedrich August Krubsacius
Friedrich August Krubsacius (* 21. März 1718 in Dresden; † 28. November 1789 ebenda) war ein deutscher Architekt und Architekturtheoretiker. Er zählt zu den bedeutenden akademischen Lehrern und Baumeistern des späten Dresdner Barock.

## Leben und Werk
Sein Vater, Friedrich August Krubsacius d. Ä. (geboren um 1679, bestattet am 8. Juni 1735), war kursächsischer und königlich-polnischer Geheimer Registrator in Dresden. 
Krubsacius wurde 1755 sächsischer Hofbaumeister, 1764 Professor für Baukunst an der Kunstakademie Dresden und 1776 Oberlandbaumeister als Nachfolger von Julius Heinrich Schwarze. 

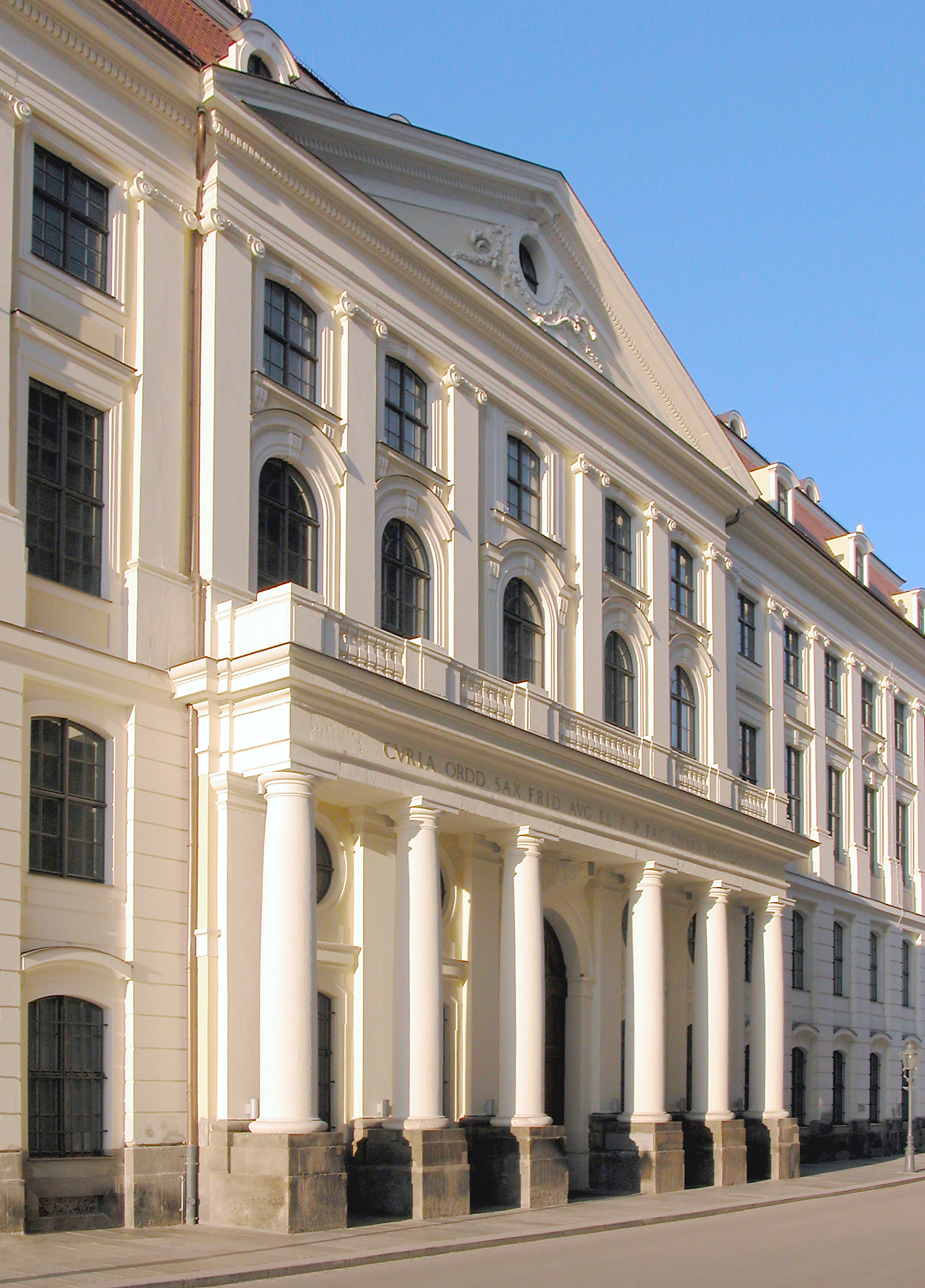
Landhaus in Dresden, Vorderfront

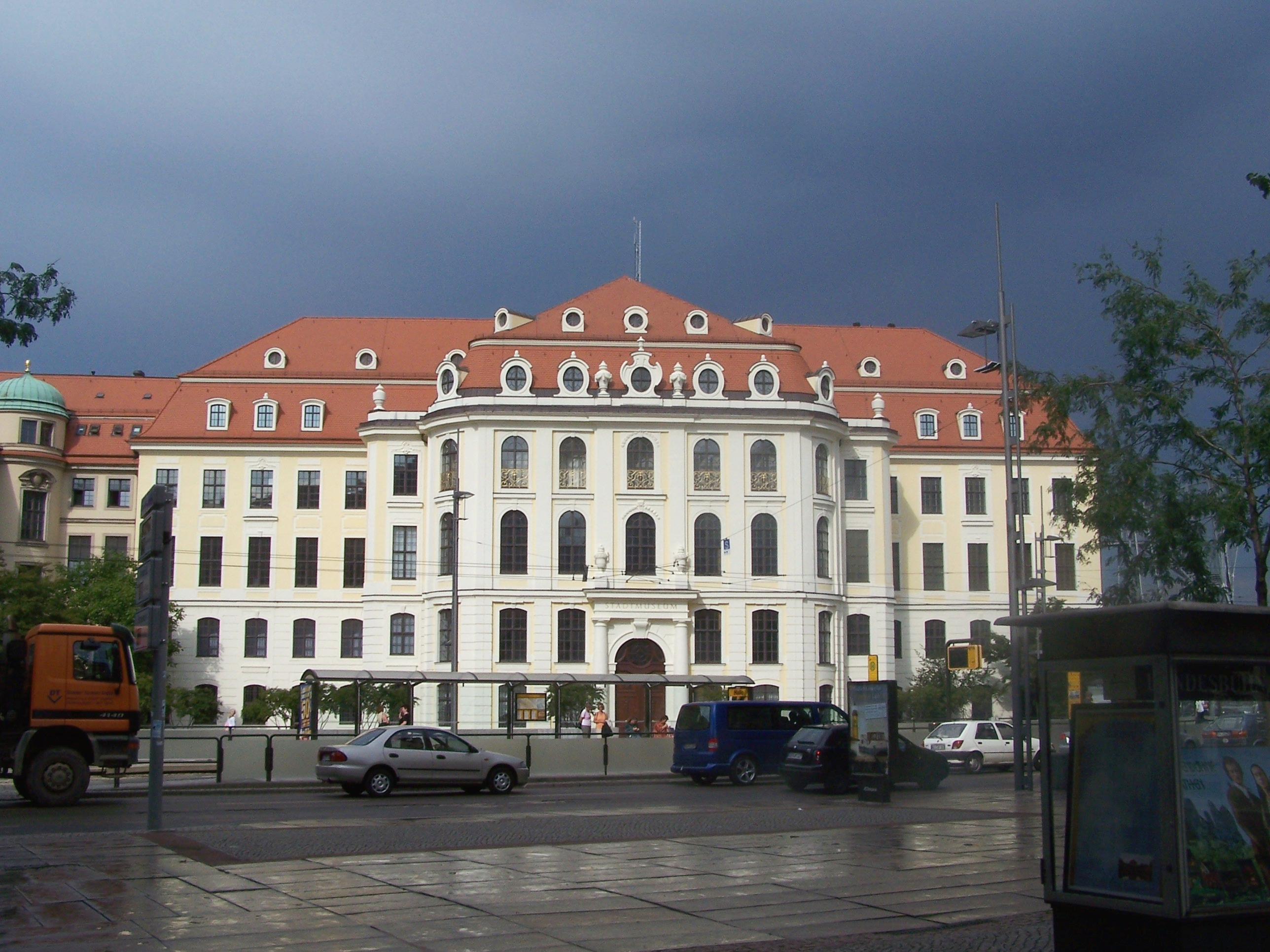
Landhaus, Wilsdruffer Straße (vormalige Gartenseite)

Krubsacius stand in der Tradition des französischen klassizistischen Barock, den Zacharias Longuelune ab 1713 in Dresden eingeführt und den Johann Christoph Knöffel zum sächsischen Rokoko fortentwickelt hatte. Krubsacius war, wie auch Schwarze, ein Schüler Knöffels.
Krubsacius trug wesentlich zur Entwicklung des Klassizismus in Sachsen bei und hatte damit einen großen Einfluss auf die nachfolgende Dresdner Architektengeneration. Der Name des Hochschullehrers ist eng mit der Entwicklung des architekturtheoretischen Denkens verbunden. Als Anhänger der Theorien Vitruvs und Palladios bekennt er sich in seinen theoretischen Schriften zu den klassizisierenden Baumeistern Frankreichs, wobei er Nicolas-François Blondel und Jacques-François Blondel, Germain Boffrand und Ange-Jacques Gabriel hervorhebt. Er gilt als Übersetzer des Essai sur l'architecture des Jesuitenpaters Marc Antoin Laugier. 
Gemäß den dort entwickelten Vorstellungen von Bienséance dokumentiert Krubsacius auch beim Bau des Dresdner Landhauses seine Vorstellung einer klassizistisch orientierten noblen Architekturauffassung, die um funktionale Zwecksetzung und Eleganz bemüht ist. Während die Eingangsfront sich in der Strenge klassizistischer Architektur präsentiert, muten die frühere Gartenfront und das Treppenhaus noch immer rokokohaft an, ähnlich wie sein 20 Jahre zuvor errichtetes Frühwerk, das elegante Schloss Martinskirchen, ein gegenwärtig nur an der Außenhülle sanierter, leerstehender und vernachlässigter Bau. 
Krubsacius scheute keinen Konflikt mit den am italienischen Hochbarock orientierten Dresdner Baumeistern (Gaetano Chiaveri bei der Katholischen Hofkirche und dem Bähr-Schüler Johann George Schmidt bei der Kreuzkirche).
Schüler von ihm waren u. a. Johann August Giesel, Christian Friedrich Schuricht,  Gottlob August Hölzer und Christian Heinrich Eigenwillig.
Er war Ehrenmitglied der Leipziger Ökonomischen Societät.

## Hauptwerke

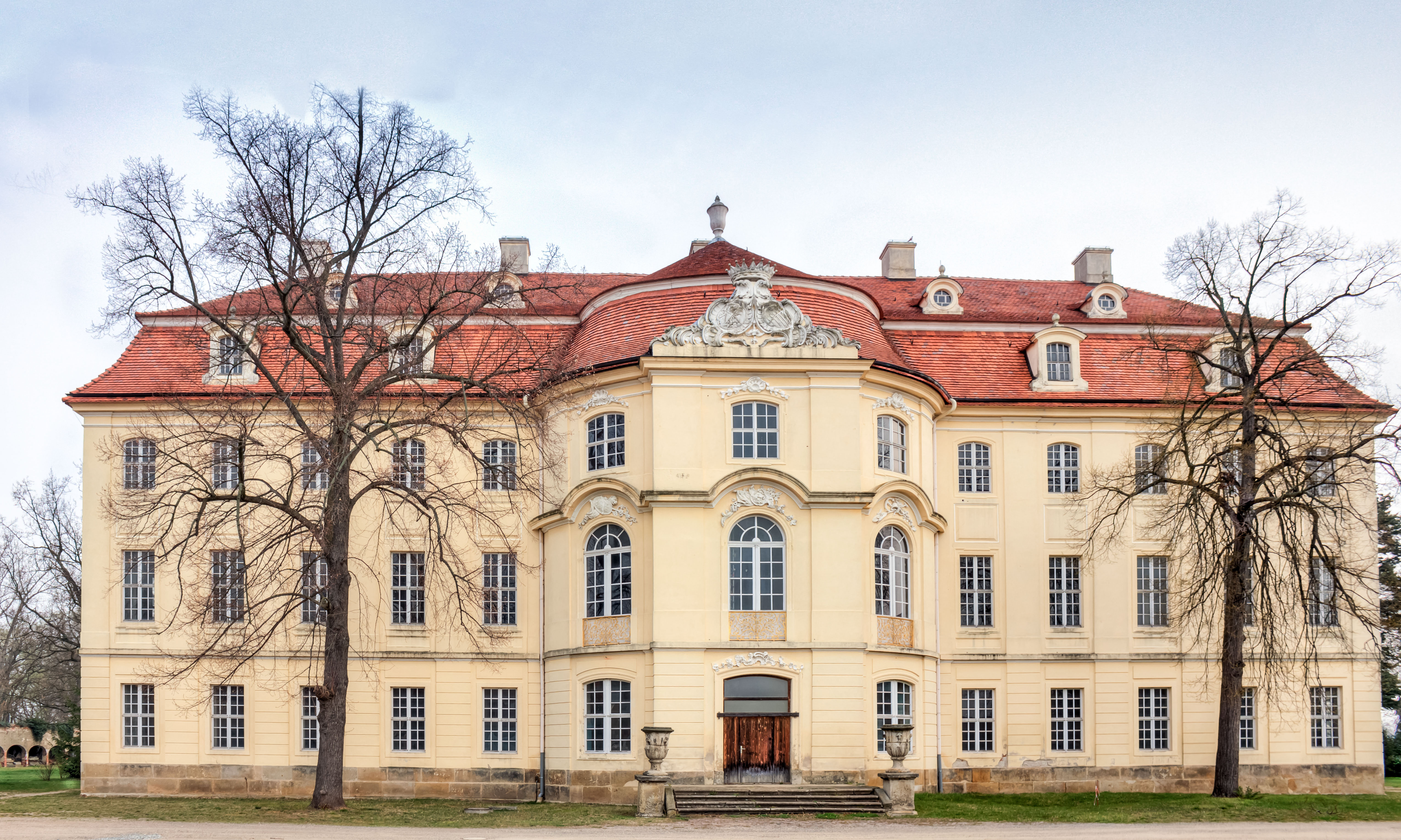
Schloss Martinskirchen

- Schloss Martinskirchen (1751–1756)
- Schlosspark des Schlosses in Otterwisch (1752–1754)
- Südlicher Erweiterungsbau des Schlosses Zschepplin (1762)
- 1763/64 Wiederherstellung des Festsaales und Neubau des Treppenhauses im Dresdner Kurländer Palais
- Umgestaltung des Parks von Schloss Nischwitz
- Grabmal für Graf Hoym in der Pfarrkirche in Thallwitz (1764)
- Palais der Sekundogenitur im heutigen Blüherpark (1764–1770)
- Neues Schloss in Neschwitz (1766–1775; zerstört 1945)
- Landhaus in Dresden (heute Stadtmuseum Dresden) (1770–1776)
- Palais Hoym, wiedererrichtet nach dem Siebenjährigen Krieg (1766)

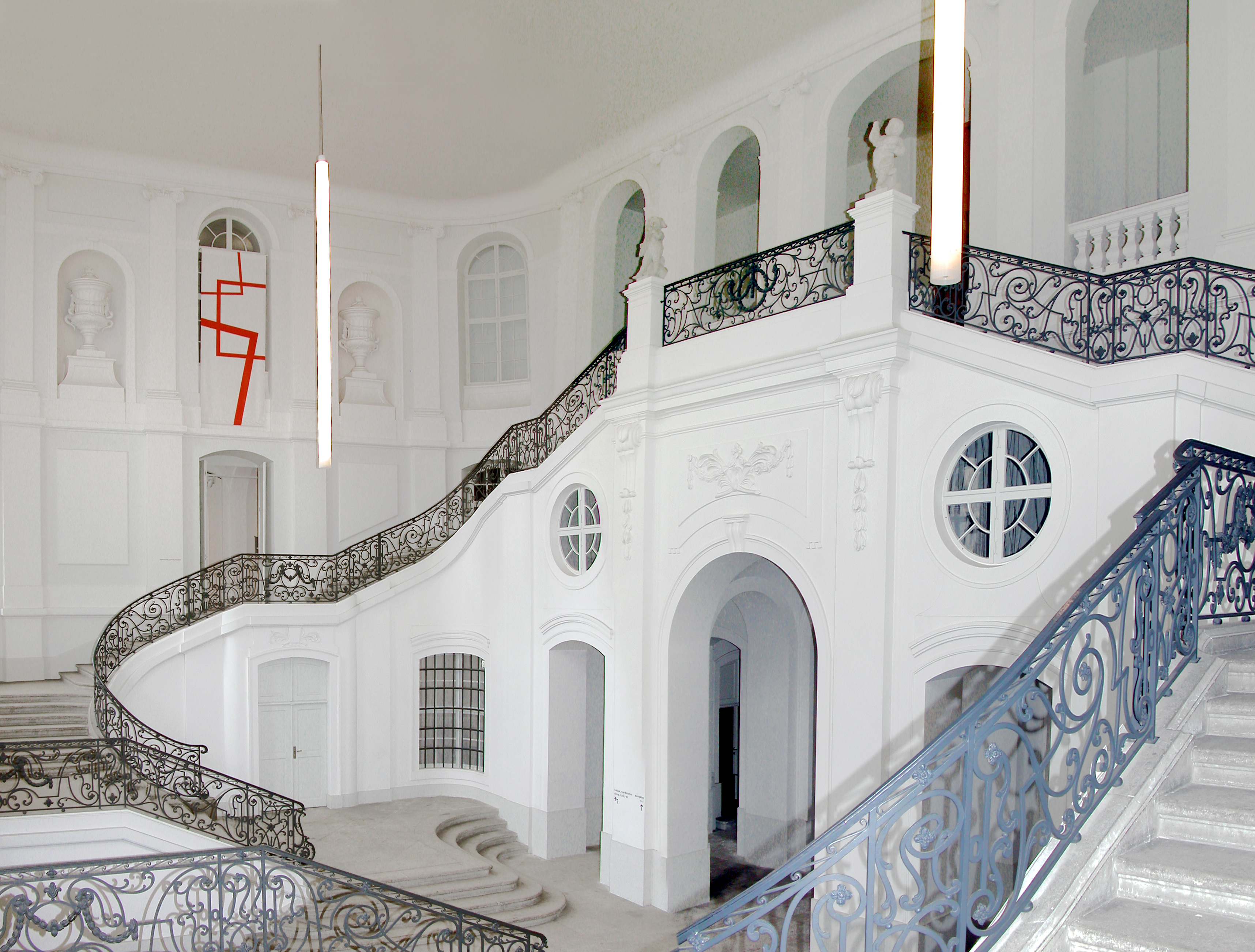
Treppenhaus des Landhauses
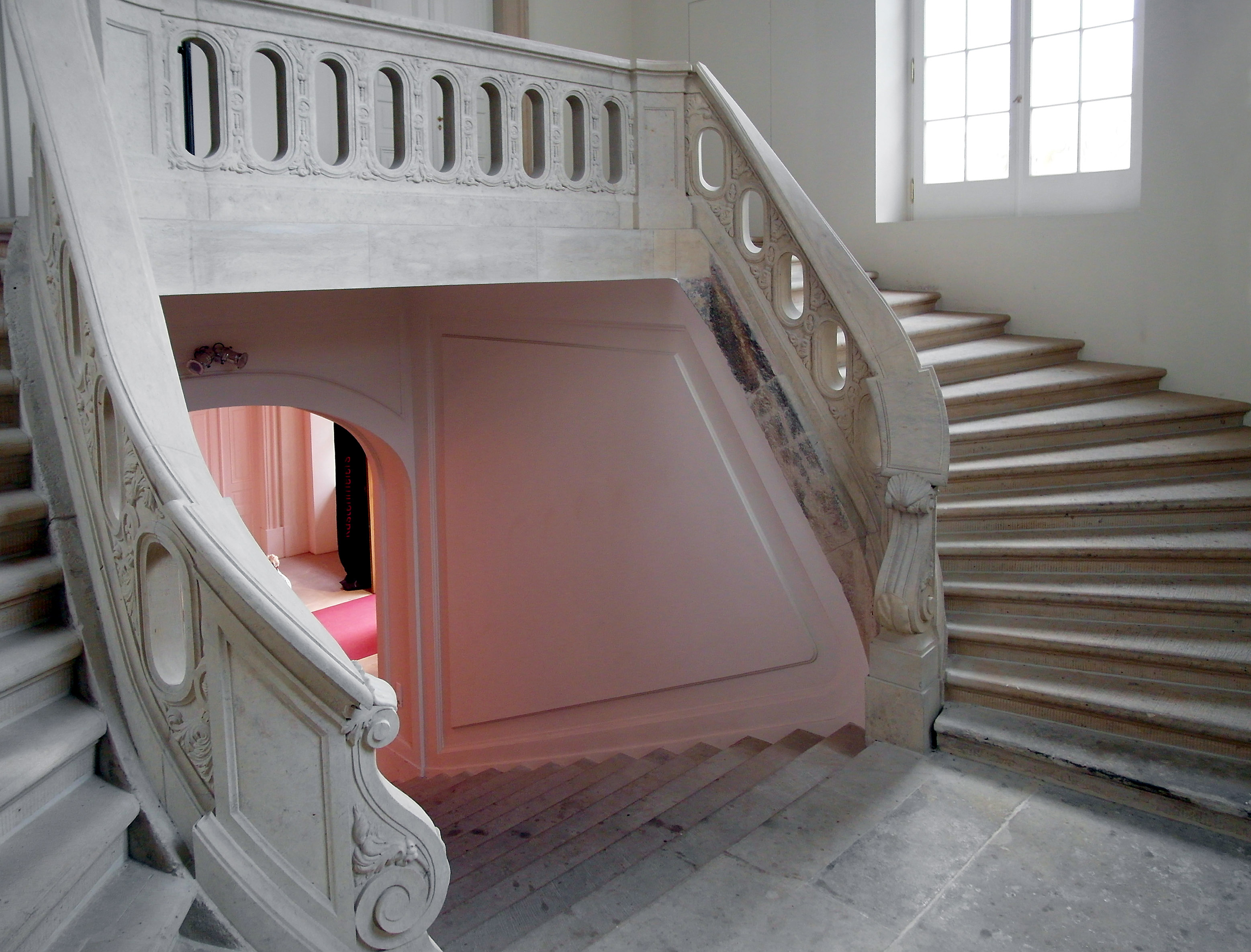
Treppenhaus im Kurländer Palais
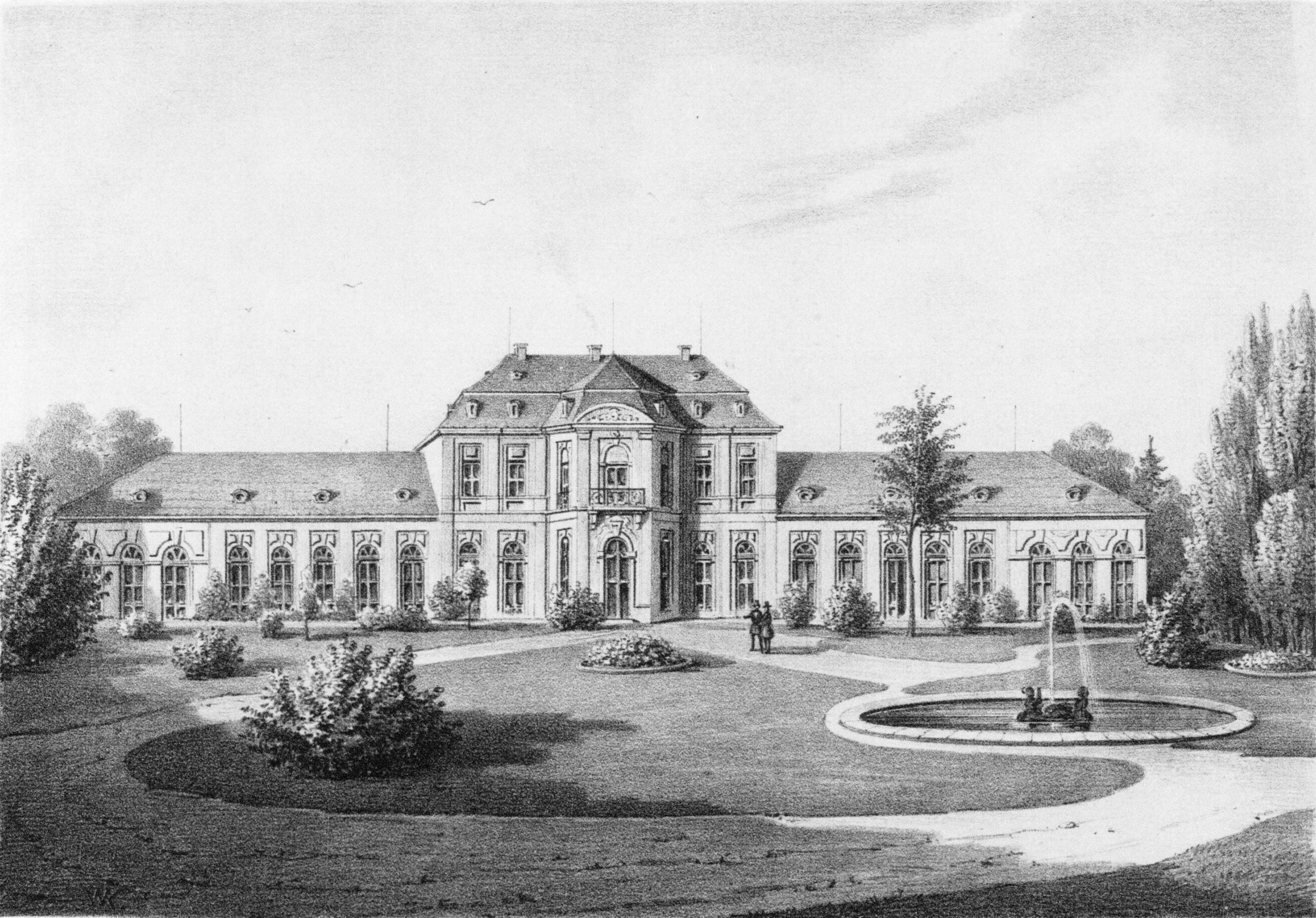
Neues Schloss Neschwitz